# 梁敬
梁敬（1438年—？），字德興，廣東肇慶府高要縣人，民籍，明朝政治人物。

## 生平
廣東鄉試第二名舉人。成化十七年（1481年）中式辛丑科會試第一百四十八名，三甲第一百四十二名進士。授桐鄉縣知縣。

## 家族
曾祖梁伯英，縣主簿；祖父梁福蔭；父梁紹，訓導。母馮氏。永感下。